# Robson Ponte
Rosbson Ponte (né le 6 novembre 1976 à São Paulo) est un footballeur brésilien.

## Carrière
- 1995-1997 :  Clube Atlético Juventus
- 1997-1998 :  América FC
- 1998-1999 :  Guarani FC
- 1999-2005 :  Bayer Leverkusen
  - 2001-2003 :  VfL Wolfsburg (prêt)
- 2005-déc. 2010 :  Urawa Red Diamonds[1]

## Palmarès
- Vainqueur de la Ligue des champions de l'AFC en 2007 avec les Urawa Red Diamonds
- Champion du Japon en 2006 avec les Urawa Red Diamonds
- Vainqueur de la Coupe de l'Empereur en 2006 avec les Urawa Red Diamonds
- Vainqueur de la Supercoupe du Japon en 2006 avec les Urawa Red Diamonds
- Finaliste de la Supercoupe du Japon en 2007 avec les Urawa Red Diamonds
- Troisième de la Coupe du monde des clubs de la FIFA 2007 avec les Urawa Red Diamonds
- J. League Best Eleven : 2007